# جون فوز
جون فوز (بالإنجليزية: John Vause)‏؛ هو صحفي ومذيع أسترالي في سي إن إن الدولية انطلاقا من أتلانتا، جورجيا. عمل قبل ذلك مراسلا لسي إن إن في بيجين مسؤولا عن تغطية الصين والمنطقة. عمل قبل التحاقه بسي إن إن مدير مكتب سيفن نتوورك الأسترالية في لوس أنجلوس. وهو أحد المراسلين القلائل الذين غطوا هجمات 11 سبتمبر من نيويورك ثم من باكستان ثم من أفغانستان.
غطّى جون فوز بعض أكبر الأحداث الدولية في العقد الأول من القرن 21 عندما كان يعمل انطلاقا من بيجين حيث غطى المنطقة. منها أحداث مثل اغتيال بينظير بوتو في باكستان. قبل عمله في بيجين كان كبير مراسلي سي إن إن في القدس - حيث كان جزءا من الفريق الذي فاز بجائزة إدوارد آر مارو لتغطية سي إن إن لحرب تموز 2006 بين إسرائيل وحزب الله. غطّى قبل ذلك صعود حركة حماس ووفاة ياسر عرفات والانسحاب الإسرائيلي من غزة وحصار كنيسة المهد في بيت لحم. وغطى كذلك حملى الهجمات الانتحارية المتواصلة من قبل مقاومين فلسطينيين خلال 2002. وحاز فوز على جائزة مهرجان نيويورك نتيجة قيامه بمقابلة مع مفجر انتحاري في 2004.
في 2003، قدم تغطية تغطية سي إن إن الدولية لحرب العراق انطلاقا من الكويت، قبل أن يعبر للعراق مراسلا ومتنقلا من البصرة في الجنوب إلى بغداد. وبقي في العراق ثلاثة أشهر وتوجه بعد ذلك للقدس ليغطّي قمة العقبة التي بلورت رؤية الولايات المتحدة لدولة فلسطينية وخارطة الطريق للسلام. في 2007، زار المدرسة الابتدائية الحكومية منتاغ 01 في إندونيسيا التي درس بها المرشح الرئاسي آنذاك باراك أوباما ووجد أن كل طالب تلقى ساعتين من التربية الدينية أسبوعيا حول معتقده، خلافا لشائعات مغلوطة تفشت آنذاك.